# Tamás Gábor
Tamás Gábor (Boedapest, 24 april 1932 - aldaar, 6 mei 2007) was een Hongaars schermer.

## Carrière
Gábor nam in 1960 deel aan de Olympische Zomerspelen waar hij een 17e plaats individueel behaalde en 4e met de Hongaarse ploeg. Vier jaar later werd hij met de Hongaarse ploeg Olympisch kampioen. Hij won een keer het wereldkampioenschap en drie keer zilver en twee keer brons.
Gábor werd vijf keer Hongaars kampioen (één keer individueel, in 1961) en keerde tussen 1977 en 1980 terug naar de schermsport als bondscoach van de nationale ploeg degen. Buiten de sport werkte Gábor in het hotelwezen. In 1996 werd hij opgenomen in de International Jewish Sports Hall of Fame.

## Resultaten

### Olympische Zomerspelen
| Jaar | Plaats | Resultaten              |
| ---- | ------ | ----------------------- |
| 1960 | Rome   | 17e degen 4e degen team |
| 1964 | Tokio  | degen team              |

### Wereldkampioenschappen schermen
| Jaar | Plaats       | Resultaten |
| ---- | ------------ | ---------- |
| 1957 | Parijs       | degen team |
| 1958 | Philadelphia | degen team |
| 1959 | Boedapest    | degen team |
| 1961 | Turijn       | degen team |
| 1962 | Buenos Aires | degen team |
| 1963 | Gdańsk       | degen team |

1908: Alibert, Berger, Collignon, Gravier, Lippmann, Olivier, Stern ·
1912: H. Anspach, P. Anspach, Hennet, Ochs, Salmon, Willems ·
1920: Allocchio, Bozza, Canova, Costantino, Marrazzi, A. Nadi, N. Nadi, Olivier, Thaon di Revel, Urbani ·
1924:  Buchard, Ducret, Gaudin, Labatut, Liottel, Lippmann, Tainturier ·
1928:  Agostoni, Basletta, M. Bertinetti, Cornaggia-Medici, Minoli, Riccardi ·
1932: Buchard, Cattiau, Jourdant, Piot, Schmetz, Tainturier ·
1936: Brusati, Cornaggia-Medici, E. Mangiarotti, Pezzana, Ragno, Riccardi ·
1948: Artigas, Desprets, Guérin, Huet, Lepage, Pécheux ·
1952: Battaglia, F. Bertinetti, Delfino, D. Mangiarotti, E. Mangiarotti, Pavesi ·
1956: Anglesio, F. Bertinetti, Delfino, E. Mangiarotti, Pavesi, Pellegrino ·
1960: Delfino, E. Mangiarotti, Marini, Pavesi, Pellegrino, Saccaro ·
1964: Bárány, Gábor, Kausz, Kulcsár, Nemere ·
1968: Fenyvesi, Kulcsár, Nagy, Nemere, P. Schmitt ·
1972: Erdős, Fenyvesi, Kulcsár, Osztrics, P. Schmitt ·
1976: Edling, Von Essen, Flodström, Högström, Jacobson ·
1980: Boisse, Gardas, Picot, Riboud, Salesse ·
1984: Borrmann, Fischer, Heer, Nickel, Pusch ·
1988: Delpla, Henry, Lenglet, Riboud, Srecki ·
1992: Borrmann, Felisiak, Proske, Resnitstsjenko, A. Schmitt ·
1996: Cuomo, Mazzoni, Randazzo ·
2000: Mazzoni, Milanoli, Randazzo, Rota ·
2004: Boisse, F. Jeannet, J. Jeannet, Obry ·
2008: F. Jeannet, J. Jeannet, Robeiri ·
2016: Borel, Grumier, Jérent, Lucenay ·
2020: Kano, Minobe, Yamada, Uyama ·
2024: Koch, Andrásfi, Siklósi, Nagy